# Jörg Wickram
Jörg Wickram (* um 1505 in Colmar; † um 1555/1560 in Burkheim (Vogtsburg im Kaiserstuhl)) war ein vielseitiger und produktiver frühneuhochdeutscher Schriftsteller. Er zeichnete sich durch das Verfassen von Dramen, Prosawerken und Übersetzungen aus. 

## Leben
Jörg Wickram war der uneheliche Sohn des Ratsvorsitzenden von Colmar, Konrad Wickram, und stammte von einer angesehenen Patrizierfamilie ab. Als unehelicher Sohn erhielt er jedoch keine gründliche Schulbildung und ihm wurde das Bekleiden von höheren kommunalen Ämtern verwehrt. Anfangs war er in Colmar Goldschmied, dann Maler und Gerichtsdiener. Ab etwa 1530 erschienen erste literarische Werke, zu denen sowohl geistliche als auch weltliche Stücke zählen, welche er auch aufführen ließ. Vermutlich ist seine vermehrte schriftstellerische Tätigkeit auf sein Verlangen nach gesellschaftlicher Legitimation zurückzuführen. 1546 bekam er das Haus seines Vaters vererbt und erlangte als Hausbesitzer den Bürgerstatus in Colmar. 1543 wurde er daselbst als Buchhändler erwähnt. Es ist überliefert, dass Wickram verheiratet war, jedoch gibt es keine genauen Informationen über die Person seiner Frau.
Aufbauend auf eine am 21. Dezember 1546 in Schlettstadt erworbene Mainzer Liederhandschrift gründete er in Colmar eine Meistersängergesellschaft, welcher er diese Schrift stiftete. In diese Zeit lässt sich auch seine musikalische Schaffensphase einordnen, in der er selbst Lieder dichtete und unter anderem eine Sammlung mit 73 Liedern vor allem von Hans Sachs erstellte. Um 1555 wurde Wickram in Burkheim am Kaiserstuhl Stadtschreiber. Die letzten Jahre seines Lebens scheint er krank gewesen zu sein. Nach 1557 ist kein neues Werk von ihm mehr erschienen. Sein genaues Todesjahr ist unbekannt; in einem 1562 in Straßburg erschienenen Druck wird er als verstorben bezeichnet.

## Werke

(Titel in modernisierter Schreibung)
- Spiel von den zehn Altern, 1531
- Der treu Eckart 1532
- Das Narrengießen, 1537/1538
- Ritter Galmy, 1539
- Das Spiel von dem verlorenen Sohn, 1540
- Historie von Reinhart und Gabriotto, 1551
- Von der Trunkenheit, 1551
- Der Jungen Knaben Spiegel, 1554
- Rollwagenbüchlin, 1555
- Der irr reitende Pilger, 1555
- Von guten und bösen Nachbarn, 1556
- Die sieben Hauptlaster, 1556/57
- Der Goldtfaden, 1557

## Wickrams Übersetzung derMetamorphosen
1545 erschien Wickrams Bearbeitung der Metamorphosen – Übersetzung Albrecht von Halberstadts, die schon um 1200 entstanden war. Das Ziel Wickrams bei dieser Bearbeitung soll vor allem die Schaffung eines Zugangs für Lateinunkundige zu dem Ovidstoff gewesen sein. Auch diente es als Handbuch für Literaturproduzenten. Wickram soll seine Bearbeitung seinerzeit als Sittenlehrbuch empfohlen haben. Er nahm sowohl formale als auch inhaltliche Änderungen vor. Zum Beispiel verlängerte er die Silbenanzahl der Verse, trotzdem reduzierte er die Gesamtverszahl. Seine Bearbeitung gestaltete er mit eigens erstellten Holzschnittillustrationen. Dass seine Metamorphosen großen Anklang gefunden haben müssen, beweist die viermalige Auflage seines Werkes bis in das Jahr 1631 hinein. Bis heute ist umstritten, über welche Lateinkenntnisse Wickram verfügte. Es wird vermutet, dass er ein Autodidakt war.

## Werkausgabe
- Sämtliche Werke, hrsg. von Hans-G. Roloff, 13 Bände, de Gruyter, Berlin 1967–1973